# Autentyk
Autentyk – pierwszy wspólny album polskich raperów Pelsona i Vienia - członków zespołu hip-hopowego Molesta Ewenement. Został wydany 31 sierpnia 2002 roku nakładem wytwórni Pomaton EMI. Gościnnie wystąpili m.in. Pono, Sokół, Wilku, Tomasz Lipiński czy Frenchman - były członek grupy muzycznej Jamal.

## Lista utworów
Źródło.
1. "Intro" (produkcja: Vienio, Pele, Bezik, Volt, Włodi, gościnnie: Chada, Sokół, Wilku, Włodi) - 1:01
2. "Prawdziwy rap" (produkcja: Pele) - 3:58
3. "W telewizji" (produkcja: Vienio) - 4:09
4. "Skit Francja" - 0:07
5. "Sobie ufam" (produkcja: Pele, gościnnie: Lui) - 4:15
6. "Nigdy więcej" (produkcja: Pele, gościnnie: Lui, Pono, O.S.T.R. (skrzypce)) - 4:37
7. "Skit Kuba" (muzyka, fortepian, śpiew: Rei Ceballo) - 0:20
8. "Nokaut techniczny" (produkcja: Vienio, keyboard: Fox) - 4:02
9. "Każdy chce kochać" (produkcja: Vienio, gościnnie: Tomasz Lipiński (gitara, śpiew)) 3:57
10. "Znów" (produkcja: Pele, gitara: DJ Sebastian, gościnnie: Sokół) - 3:57
11. "Skit Portugalia" - 0:09
12. "To dla Ciebie mamo" (produkcja: Korzeń, Pele) - 4:28
13. "Chwila" (produkcja: Vienio, gościnnie: Kear, Ryba) - 7:04
14. "Skit Chorwacja" - 0:10
15. "Szpitalny korytarz" (produkcja: Vienio) - 3:48
16. "Skit Czechy" - 0:16
17. "Jedno z takich miejsc" (gitara: Majki, produkcja: Korzeń, Pele) - 4:49
18. "O sobie samych" (gościnnie: Majki, Frenchman, produkcja: Korzeń, Pele) - 5:16
19. "Fank rok" (Instrumental) (produkcja: Vienio, gitara: Majki, keyboard: Fox) - 3:56
20. "Rozwiązanie zagadki Mutholand Drajw" (Instrumental) (produkcja: Vienio) - 3:51
21. "Kac na plaży" (Instrumental) (produkcja: Vienio, trąbka: Korzeń) - 4:54
22. "B-boy party" (Instrumental) (produkcja: Vienio) - 3:37
23. "Moja gra" (Instrumental) (produkcja: Vienio) - 4:0